# Sumbu Sari
Sumbu Sari is een bestuurslaag in het regentschap Ogan Komering Ilir van de provincie Zuid-Sumatra, Indonesië. Sumbu Sari telt 2832 inwoners (volkstelling 2010).